# Onoda – 10.000 Nächte im Dschungel
Onoda – 10.000 Nächte im Dschungel (Originaltitel: Onoda, 10 000 nuits dans la jungle) ist ein französischer Kinofilm.

## Handlung
Der Film erzählt die Geschichte des japanischen Soldaten Onoda, der 29 Jahre lang nach dem Ende des Zweiten Weltkriegs auf der philippinischen Insel Lubang weiter für das japanische Kaiserreich und gegen die Zivilbevölkerung kämpfte – anfangs noch mit weiteren Kameraden, am Schluss alleine.

## Hintergrund
Onoda war einer der letzten japanischen Holdouts.

## Rezeption

### Kritiken
Das Lexikon des internationalen Films merkte an, der Film sei „weniger als Kriegsdrama denn als packender, atmosphärisch präziser Abenteuerfilm erzählt“. Die „kalkulierte Länge“ befördere „Faszination und Verstörung der hervorragenden Inszenierung“.

### Nominierungen und Auszeichnungen
Der Film war 2022 in vier Kategorien beim Prix Lumières nominiert. Bei der Verleihung des César 2022 erhielten Vincent Poymiro und Arthur Harari den Preis in der Kategorie Bestes Originaldrehbuch, hinzu kamen drei Nominierungen. Auf dem Mostra Internacional de Cinema de São Paulo wurde die Produktion als bester ausländischer Film ausgezeichnet.